# Красноклювый токо
Красноклювый токо, или красноклювый ток (Tockus erythrorhynchus) — один из видов птиц-носорогов из рода токов. Подвидов не выделяют. Обитает в Африке южнее Сахары. В период гнезднования самка откладывает от трёх до шести белых яиц в дупле дерева, которое затем замуровывается изнутри.
Нижняя часть тела и голова у красноклювого тока беловатые, верхняя часть тела серая. Хвост и красный загнутый клюв длинные. На клюве отсутствует каска. Самец и самка одинаковые, однако у самки немного меньше клюв. Красноклювый ток — один из мелких видов птиц-носорогов, длиной 35 см, самки весят 90—151 г, а самцы — от 124 до 185 г. Этот вид токов всеядный, питается насекомыми, фруктами и семенами. Кормится преимущественно на земле, в зимний сезон летает в стаях.
Эта скрытная птица даёт знать о своём присутствии шумным, часто повторяющимся «ток-ток-ток-ток-ток».
В анимационном фильме «Король лев» моделью для персонажа птицы-носорога Зазу послужил красноклювый ток.